# Comuna Otrokiv, Nova Ușîțea
Otrokiv (în ucraineană Отроків) este o comună în raionul Nova Ușîțea, regiunea Hmelnîțkîi, Ucraina, formată din satele Antonivka, Hvorosna, Krujkivți, Otrokiv (reședința) și Tîmkiv.

## Demografie
Componența lingvistică a comunei Otrokiv
     Ucraineană (96,93%)
     Rusă (3,01%)
     Alte limbi (0,06%)
Conform recensământului din 2001, majoritatea populației comunei Otrokiv era vorbitoare de ucraineană (96,93%), existând în minoritate și vorbitori de rusă (3,01%).